# Клёц, Дмитрий Витальевич
Дми́трий Вита́льевич Клёц (укр. Дмитро Віталійович Кльоц; 15 апреля 1996; Ровно, Украина) — украинский футболист, центральный полузащитник клуба «Верес»

## Игровая карьера
Воспитанник ровненского футбола. С 2010 года обучался во Львовском государственном училище физической культуры в группе Романа Гнатива и Виталия Лобасюка. После окончания обучения футболист был зачислен в юношеский состав «Карпат», которым руководил Андрей Тлумак. Вскоре юношей «бело-зелёных» возглавил Игор Йовичевич, с которым команда выиграла бронзовые медали чемпионата Украины 2013/14. После этого успеха Йовичевич сменил Александра Севидова на посту главного тренера команды Премьер-лиги. Клёц начал следующий сезон в «Карпатах» U-21, где до конца 2014 года провёл 9 матчей и забил 1 гол. После зимнего перерыва Йовичевич забрал Клёца в первую команду.
В Премьер-лиге Клёц дебютировал 1 марта 2015 года в матче против донецкого «Металлурга». Во втором круге чемпионата УПЛ 2014/15 был стабильным игроком основы львовян. После завершения сезона в составе юношеской сборной Украины сыграл на чемпионате Европы среди 19-летних в Греции. На этом турнире провёл два матча против сборных Греции и Австрии.
27 сентября 2022 года был признан лучшим игроком УПЛ за август/сентябрь месяцы 2022 года.

## Достижения

### Личные
- Лучший футболист месяца чемпионата Украины: август-сентябрь 2022[6]